# Équipe cycliste continentale Arkéa-B&B Hotels
 (mars 2025).
Cet article concerne l'équipe continentale. Pour l'équipe World Tour, voir Équipe cycliste masculine Arkéa-Samsic.
L'équipe continentale Arkéa-B&B Hotels, appelé également Arkéa-B&B Hotels Développement, est une équipe cycliste masculine française. Créée en 2024, elle a le statut d'équipe continentale, a vocation à former de jeunes coureurs et est associée à l'équipe World Tour du même nom.
Le maillot de l'équipe est identique à celui de l'équipe World Tour

## Principales victoires

### Courses par étapes
- Kreiz Breizh Elites :  2024 (Florian Dauphin)

## Classements UCI
L'équipe participe aux circuits continentaux et principalement à des épreuves de l'UCI Europe Tour. Le tableau ci-dessous présente les classements de l'équipe sur les différents circuits, ainsi que son meilleur coureur au classement individuel.
UCI Europe Tour
| UCI Europe Tour | UCI Europe Tour        | UCI Europe Tour                           | UCI Europe Tour |
| Année           | Classement par équipes | Meilleur coureur au classement individuel |                 |
| --------------- | ---------------------- | ----------------------------------------- | --------------- |
| 2024            | 44e                    | Florian Dauphin (563e)                    |                 |
|                 |                        |                                           |                 |
| Source : UCI    |                        |                                           |                 |

L'équipe est également classée au Classement mondial UCI qui prend en compte toutes les épreuves UCI et concerne toutes les équipes UCI.
| Classement mondial | Classement mondial     | Classement mondial                        | Classement mondial |
| Année              | Classement par équipes | Meilleur coureur au classement individuel |                    |
| ------------------ | ---------------------- | ----------------------------------------- | ------------------ |
| 2024               | -                      | Florian Dauphin (766e)                    |                    |
|                    |                        |                                           |                    |
| Source : UCI       |                        |                                           |                    |

## Arkéa-B&B Hôtels Continental en 2024
Effectif
| Effectif 2024                    | Effectif 2024     | Effectif 2024 | Effectif 2024                                           |
| Cycliste                         | Date de naissance | Pays          | Équipe précédente                                       |
| -------------------------------- | ----------------- | ------------- | ------------------------------------------------------- |
| Florian Dauphin                  | 6 avril 1999      | France        | Cré'actuel-Marie Morin-U22 (2023)                       |
| Giosuè Epis                      | 4 mars 2002       | Italie        | Zalf Euromobil Fior (2023)                              |
| Jean-Loup Fayolle                | 15 juin 2005      | France        |                                                         |
| Baptiste Gillet                  | 29 novembre 2004  | France        | Arkéa-Samsic (2023)                                     |
| Hubert Grygowski                 | 5 janvier 2004    | Pologne       | CIC U Nantes Atlantique (2023)                          |
| Hugh Harvey                      | 11 janvier 2005   | Australie     |                                                         |
| Lucas Janssen                    | 6 janvier 2003    | Pays-Bas      | BEAT Cycling Club (2023)                                |
| Rémi Lelandais                   | 27 août 2002      | France        | Cross Team Legendre (2023)                              |
| Léandre Lozouet                  | 3 septembre 2004  | France        | VC Rouen 76 (2023)                                      |
| Nicolas Milesi                   | 22 juillet 2004   | Italie        | Colpack-Ballan (2023)                                   |
| Louis Rouland                    | 21 octobre 2002   | France        | Bourg-en-Bresse Ain Cyclisme (2023)                     |
| Embret Svestad-Bårdseng          | 1 septembre 2002  | Norvège       | Human Powered Health (2023) missing qualifiers by rider |
| Pierre Thierry (1 janv.–31 août) | 31 mai 2003       | France        | Morbihan-Fybolia-GOA (2023)                             |
| Martin Tjøtta                    | 27 janvier 2001   | Norvège       | Bourg-en-Bresse Ain Cyclisme (2023)                     |
|                                  |                   |               |                                                         |
| Source : ProCyclingStats         |                   |               |                                                         |

note: Embret Svestad-Bårdseng missing qualifiers by rider

Victoires
| Victoires | Victoires                               | Victoires | Victoires | Victoires       | Victoires |
| Date      | Course                                  | Pays      | Classe    | Vainqueur       |           |
| --------- | --------------------------------------- | --------- | --------- | --------------- | --------- |
| 28 juill. | 2e étape, Kreiz Breizh Elites           | France    | 2.2       | Florian Dauphin |           |
| 29 juill. | Classement général, Kreiz Breizh Elites | France    | 2.2       | Florian Dauphin |           |